# 基帝塔什縣
基帝塔什縣（英語：Kittitas County）是美国华盛顿州中部的一個縣，東界哥倫比亞河，面積6,043平方公里。根據2020年美國人口普查，共有人口44,337人。縣治埃倫斯堡。該縣成立於1883年11月24日，縣名的來源有很多種說法。